# Daima Beltrán
Daima Mayelis Beltrán Guisado (Media Luna, 10 de septiembre de 1972) es una deportista cubana que compitió en judo.
Participó en dos Juegos Olímpicos de Verano en los años 2000 y 2004, obteniendo dos medallas: plata en Sídney 2000 y plata en Atenas 2004. En los Juegos Panamericanos consiguió tres medallas entre los años 1995 y 2003.
Ganó cinco medallas en el Campeonato Mundial de Judo entre los años 1995 y 2003, y ocho medallas en el Campeonato Panamericano de Judo entre los años 1994 y 2002.

## Palmarés internacional
| Juegos Olímpicos        | Juegos Olímpicos                | Juegos Olímpicos  | Juegos Olímpicos |
| Año                     | Lugar                           | Medalla           | Categoría        |
| ----------------------- | ------------------------------- | ----------------- | ---------------- |
| 2000                    | Sídney (Australia)              | Medalla de plata  | +78 kg           |
| 2004                    | Atenas (Grecia)                 | Medalla de plata  | +78 kg           |
| Campeonato Mundial      |                                 |                   |                  |
| Año                     | Lugar                           | Medalla           | Categoría        |
| 1995                    | Chiba (Japón)                   | Medalla de bronce | +72 kg           |
| 1997                    | París (Francia)                 | Medalla de oro    | Abierta          |
| 1999                    | Birmingham (Reino Unido)        | Medalla de oro    | Abierta          |
| 2001                    | Múnich (Alemania)               | Medalla de bronce | +78 kg           |
| 2003                    | Osaka (Japón)                   | Medalla de bronce | Abierta          |
| Juegos Panamericanos    |                                 |                   |                  |
| Año                     | Lugar                           | Medalla           | Categoría        |
| 1995                    | Mar del Plata (Argentina)       | Medalla de oro    | +72 kg           |
| 1999                    | Winnipeg (Canadá)               | Medalla de oro    | +78 kg           |
| 2003                    | Santo Domingo (Rep. Dominicana) | Medalla de oro    | +78 kg           |
| Campeonato Panamericano |                                 |                   |                  |
| Año                     | Lugar                           | Medalla           | Categoría        |
| 1994                    | Santiago de Chile (Chile)       | Medalla de oro    | +72 kg           |
| 1996                    | San Juan (Puerto Rico)          | Medalla de oro    | +72 kg           |
| 1997                    | Guadalajara (México)            | Medalla de oro    | +72 kg           |
| 1998                    | Santo Domingo (Rep. Dominicana) | Medalla de oro    | +78 kg           |
| 2001                    | Córdoba (Argentina)             | Medalla de oro    | +78 kg           |
| 2001                    | Córdoba (Argentina)             | Medalla de oro    | Abierta          |
| 2002                    | Santo Domingo (Rep. Dominicana) | Medalla de oro    | +78 kg           |
| 2002                    | Santo Domingo (Rep. Dominicana) | Medalla de oro    | Abierta          |